# غابي كازانوفا
غابي كازانوفا هي لاعبة كرلنغ سويسرية، ولدت في القرن العشرين.

## وصلات خارجية
- غابي كازانوفا على موقع الاتحاد الدولي للكرلنغ (الإنجليزية)